# Ophiocolea
Ophiocolea é um género botânico pertencente à família Bignoniaceae.

## Espécies
- Ophiocolea comorensis
- Ophiocolea decaryi
- Ophiocolea delphinensis
- Ophiocolea floribunda
- Ophiocolea velutina